# Palwal
Palwal là một thành phố và là nơi đặt hội đồng đô thị (municipal council) của quận Faridabad thuộc bang Haryana, Ấn Độ.

## Địa lý
Palwal có vị trí 28°09′B 77°20′Đ / 28,15°B 77,33°Đ Nó có độ cao trung bình là 195 mét (639 feet).

## Nhân khẩu
Theo điều tra dân số năm 2001 của Ấn Độ, Palwal có dân số 100.528 người. Phái nam chiếm 53% tổng số dân và phái nữ chiếm 47%. Palwal có tỷ lệ 65% biết đọc biết viết, cao hơn tỷ lệ trung bình toàn quốc là 59,5%: tỷ lệ cho phái nam là 72%, và tỷ lệ cho phái nữ là 57%. Tại Palwal, 15% dân số nhỏ hơn 6 tuổi.